# دهستان سرخه
دهستان سرخه نام دهستانی در بخش فتح‌المبین شهرستان شوش، استان خوزستان در ایران است. براساس سرشماری مرکز آمار ایران در سال ۱۳۸۵، جمعیت آن ۸۲۸۶ نفر (۱۲۶۱ خانوار) بوده‌است.